# Haversia defensa
Haversia defensa is een hooiwagen uit de familie Gonyleptidae.